# Amalda lineata
Amalda lineata is een slakkensoort uit de familie van de Olividae. De wetenschappelijke naam van de soort is voor het eerst geldig gepubliceerd in 1844 door Kiener.